# Elongatopedicellata
Elongatopedicellata is een monotypisch geslacht van schimmels behorend tot de familie Roussoellaceae. De typesoort is Elongatopedicellata lignicola.